# Ангольская коммунистическая партия
Ангольская коммунистическая партия (порт. Partido Comunista Angolano) — ангольская коммунистическая организация середины 1950-х. Создана группой антиколониальных активистов марксистско-ленинского направления при поддержке Португальской компартии. Через год после создания влилась в МПЛА. Оказала значительное влияние на идеологию МПЛА.

## Основатели
С 1953 в Португальской Анголе действовала Партия объединённой борьбы африканцев Анголы (PLUAA) — радикальная левонационалистическая организация, выступавшая за независимость Анголы от Португалии. Во главе PLUAA стоял известный ангольский интеллектуал, журналист и поэт Вириату да Круш. Другой центр ангольского левого национализма и марксизма сложился вокруг братьев Пинту де Андраде — Марио Пинту де Андраде был социологом, писателем, редактором Présence africaine, Жуакин Пинту де Андраде — католическим священником.
Создание коммунистической партии в Анголе инициировали братья Андраде. К ним присоединились да Круш, поэты Антониу Жасинту и Мариу Антониу ди Оливейра, директор почтового управления Илидиу Машаду, физик Лусио Лара. Большинство активистов были моложе тридцати лет (исключение составлял Машаду). Все они были белыми или мулатами, обычно португальского происхождения. Социально они относились к обеспеченным слоям среднего класса или колониальной элите.

## Структура
Ангольская коммунистическая партия (PCA) была учреждена в 12 ноября 1955. В первом пункте своего устава PCA позиционировалась как «сознательный и организованный авангард рабочего класса, боевой союз коммунистов на основе доктрины Маркса, Энгельса, Ленина и Сталина». Ставились задачи достижения независимости Анголы, построения социализма и перехода к коммунизму. Важное организационное участие и идеологическое влияние на инициативу PCA оказала Португальская коммунистическая партия (ПКП), стоявшая на ортодоксальных марксистско-ленинских и сталинистских позициях.
Фактически PCA являлась филиалом ПКП в Луанде. Первым лицом партии выступал Жуакин Пинту де Андраде (несмотря на католическое мировоззрение и положение священника). Деятельность партии сводилась к агитации через нелегальные курсы и библиотеки, организованные по принципу летучих университетов. Небольшие группы действовали в пригородах Луанды, в Маланже и в небольшом селении Катете (провинция Луанда).

## Трансформация
Организаторы PCA быстро осознали, что марксистско-коммунистическая агитация не встречает в Анголе сколько-нибудь заметного отклика. Некоторый интерес проявляла белая гуманитарная интеллигенция, но не чернокожие крестьянские массы. Основатели же PCA, несмотря на собственную расовую принадлежность, исходили из приоритета коренных африканцев. Однако другим доктринальным источником являлись идеи африканского национализма и материалы Бандунгской конференции. Ставка была сделана на создание массового национального движения — с сильной коммунистической составляющей, но без открытого провозглашения марксизма-ленинизма и использования соответствующих символов.
Таким движением стало МПЛА, учреждённое 10 декабря 1956 при непосредственном участии PCA и PLUAA. Общая концепция была изложена в Manifesto de 1956 — Манифесте 1956, авторами которого являлись Вириату да Круш и Марио Пинту де Андраде. Этот текст делал упор на обретение национальной независимости, осуществление демократических социальных преобразований. При этом первое руководство МПЛА состояло из представителей PCA: президентом был избран Илидиу Машаду, генеральным секретарём — Марио Пинту де Андраде. Оба этих поста некоторое время занимал Вириату да Круш.

## Итоги
Создание нового движения прекратило самостоятельное существование PCA. Но коммунистическая идеология была изначально заложена в структуру МПЛА. Война за независимость и особенно гражданская война на этапе первых полутора десятилетий велись МПЛА с прокоммунистических позиций. В 1977 МПЛА как правящая партия Народной Республики Ангола объявила марксизм-ленинизм официальной идеологией. Однако организационное и кадровое доминирование PCA в МПЛА оказалось недолговечным. 
В начале 1960-х в результате острой внутренней борьбы эта генерация была отстранена. Новое руководство возглавил Агостиньо Нето и его сторонники, проводившие гораздо более жёсткий и вместе с тем прагматичный курс. Вириату да Круш подвергся физическому насилию, был исключён, перебрался в Китай, где и скончался. Марио Пинту де Андраде возглавлял в МПЛА фракцию Активное восстание, но потерпел политическое поражение, эмигрировал и скончался в Лондоне. Жуакин Пинту де Андраде поддерживал брата, пытался вести самостоятельную политику, но тоже не добился политического успеха. Илидиу Машаду примирился с новым руководством и его политикой. Из видных фигур PCA крупным политиком независимой Анголы стал только Лусио Лара — во второй половине 1980-х второе лицо партии и государства.